# Krzysztof Szczerski
Krzysztof Maria Szczerski (ur. 15 kwietnia 1973 w Krakowie) – polski politolog, polityk, nauczyciel akademicki i dyplomata, profesor nauk społecznych. W 2007 podsekretarz stanu w Ministerstwie Spraw Zagranicznych, w latach 2007–2008 podsekretarz stanu w Urzędzie Komitetu Integracji Europejskiej, poseł na Sejm VII kadencji, w latach 2015–2021 sekretarz stanu w Kancelarii Prezydenta RP, w latach 2017–2021 szef Gabinetu Prezydenta RP, w 2021 szef Biura Polityki Międzynarodowej w Kancelarii Prezydenta RP, stały przedstawiciel RP przy ONZ (od 2021).

## Życiorys

### Wykształcenie
Uczęszczał do VIII Liceum Ogólnokształcącego im. Stanisława Wyspiańskiego w Krakowie. W okresie szkolnym był stypendystą Krajowego Funduszu na rzecz Dzieci. Absolwent politologii na Uniwersytecie Jagiellońskim w Krakowie (1997), ukończył też roczne seminarium dla młodych polityków i politologów w Robert Schuman Institute w Budapeszcie (1997) oraz Institute on Comparative Political and Economic Systems Amerykański prowadzony przez fundację The Fund for American Studies i Georgetown University (1996). W 2001 uzyskał stopień doktora na podstawie pracy Komitet Regionów Unii Europejskiej. Władze lokalne i regionalne w systemie politycznym Unii Europejskiej, której promotorem był Marian Grzybowski. W 2010 otrzymał stopień doktora habilitowanego nauk humanistycznych w zakresie nauk o polityce na podstawie dorobku naukowego i rozprawy zatytułowanej Dynamika systemu europejskiego. Wypromował czworo doktorów, m.in. Jakuba Kumocha (2015).
Prezydent RP Andrzej Duda w 2018 nadał mu tytuł naukowy profesora nauk społecznych.

### Działalność zawodowa i społeczna
Został nauczycielem akademickim na macierzystej uczelni. Objął stanowisko profesora nadzwyczajnego w Katedrze Współczesnych Systemów Politycznych Instytutu Nauk Politycznych i Stosunków Międzynarodowych UJ. W latach 2005–2007 oraz 2008–2010 pełnił funkcję wicedyrektora INPiSM UJ. Wykładał także m.in. w Wyższej Szkole Biznesu w Nowym Sączu.
W 2001 objął funkcję wiceprezesa fundacji Oświęcimskie Centrum Praw Człowieka. 1 stycznia 2013 został redaktorem naczelnym dwumiesięcznika „Arcana”, zastępując na tym stanowisku Andrzeja Nowaka. Pod koniec 2014 zrezygnował z tej funkcji, zastąpił go Andrzej Waśko. W 2013 został członkiem honorowym Klubu Jagiellońskiego, a także członkiem rady Fundacji Dyplomacja i Polityka. Powołany też w skład rady programowej kongresu Polska Wielki Projekt. Współpracował z miesięcznikiem „Wpis”, w którym prowadził własną rubrykę. W 2015, na podstawie prowadzonych w tym czasopiśmie rozmów z Leszkiem Sosnowskim, powstała książka Dialogi o naprawie Rzeczypospolitej, wydana przez wydawnictwo Biały Kruk.

### Działalność polityczna
Od 1998 do 2001 był współpracownikiem KPRM za czasów premiera Jerzego Buzka, przez rok był również doradcą minister zdrowia Franciszki Cegielskiej.
5 stycznia 2007 został powołany na stanowisko podsekretarza stanu w Ministerstwie Spraw Zagranicznych. 10 września 2007 odszedł z MSZ i objął stanowisko podsekretarza stanu w Urzędzie Komitetu Integracji Europejskiej, które zajmował do 15 stycznia 2008. Był także członkiem Rady Służby Cywilnej. W 2009 został powołany przez prezydenta Lecha Kaczyńskiego w skład Społecznego Komitetu Odnowy Zabytków Krakowa.
Bez powodzenia ubiegał się o mandat europosła w wyborach w 2009, uzyskując 1625 głosów. Został członkiem Krakowskiego Społecznego Komitetu Poparcia Jarosława Kaczyńskiego w przedterminowych wyborach prezydenckich w 2010.
Od 2010 pracował w Parlamencie Europejskim w ramach frakcji Europejskich Konserwatystów i Reformatorów. W wyborach w 2011 z listy Prawa i Sprawiedliwości uzyskał mandat poselski, otrzymując w okręgu podkrakowskim 4751 głosów. W styczniu 2015 został przedstawicielem polskiego parlamentu w Zgromadzeniu Parlamentarnym Rady Europy, obejmując również funkcję zastępcy przewodniczącego frakcji partyjnej. W 2014 tygodnik „Polityka” na podstawie rankingu przeprowadzonego wśród polskich dziennikarzy parlamentarnych wymienił go wśród 10 najlepszych posłów w tym roku, podkreślając specjalizację w sprawach Unii Europejskiej i polityki zagranicznej.
7 sierpnia 2015 prezydent Andrzej Duda powołał go na stanowisko sekretarza stanu w Kancelarii Prezydenta RP, w związku z czym doszło do wygaśnięcia jego mandatu poselskiego. Został powołany ze strony polskiej na stanowisko przewodniczącego Komitetu Konsultacyjnego Prezydentów Polski i Ukrainy. 4 kwietnia 2017 został powołany na stanowisko szefa Gabinetu Prezydenta, zastępując Adama Kwiatkowskiego.
25 lipca 2019 premier Mateusz Morawiecki ogłosił, że Krzysztof Szczerski został polskim kandydatem na stanowisko komisarza UE w nowej Komisji Europejskiej. Polityk zrezygnował z ubiegania się o tę funkcję w sierpniu 2019, gdy zaproponowano mu funkcję komisarza UE ds. rolnictwa; zaproponował wówczas kandydaturę Janusza Wojciechowskiego.
Decyzją prezydenta Andrzeja Dudy 4 stycznia 2021 został odwołany z funkcji szefa Gabinetu Prezydenta RP, jednocześnie otrzymał nominację na pełnomocnika do spraw utworzenia Biura Polityki Międzynarodowej Prezydenta Rzeczypospolitej Polskiej. 15 kwietnia tego samego roku został powołany na stanowisko szefa Biura Polityki Międzynarodowej Kancelarii Prezydenta RP.
8 czerwca 2021 został mianowany przez prezydenta stałym przedstawicielem RP przy Organizacji Narodów Zjednoczonych w Nowym Jorku. W związku z nominacją ambasadorską 13 lipca 2021 zakończył pełnienie funkcji w Kancelarii Prezydenta RP. Stanowisko w Nowym Jorku objął 18 sierpnia 2021. W ramach działalności w ONZ obejmował funkcje wiceprzewodniczącego biura rady zarządzającej Funduszu Narodów Zjednoczonych na rzecz Dzieci, przewodniczącego Komisji Rozwoju Społecznego ONZ oraz wiceprzewodniczącego Rady Gospodarczej i Społecznej ONZ.

## Odznaczenia i wyróżnienia
- Krzyż Oficerski Orderu Odrodzenia Polski (2021)[31][26]
- Odznaka Honorowa „Bene Merito” (2023)[32]
- Order Jeźdźca z Madary(inne języki) I stopnia (2017, Bułgaria)[33]
- Order „100-lecia służby dyplomatycznej Republiki Azerbejdżanu (1919–2019)” (2019, Azerbejdżan)[34]
- Wielki Krzyż Komandorski Orderu „Za Zasługi dla Litwy” (2019, Litwa)[35][36]
- Wielki Oficer Orderu Gwiazdy Rumunii (2019, Rumunia)[37][38]
- Krzyż Kawalerski Orderu Zasługi (2020, Węgry)[39]
- Krzyż Wielki Orderu Leopolda II (Belgia)[40]
- Order Tomáša Garrigue Masaryka (Czechy)[40]
- Komandor z Gwiazdą Orderu Lwa Finlandii (Finlandia)[40]
- Krzyż Wielki Orderu Zasługi (Norwegia)[40]
- Order „Za zasługi” III stopnia (2021, Ukraina)[41]
- Medal Ignacego Paderewskiego (2025)[42]

## Życie prywatne
Jego bratem jest Andrzej Szczerski. Włada językiem angielskim, francuskim, hiszpańskim i rosyjskim.

## Publikacje
- Integracja europejska. Cywilizacja i polityka, Wydawnictwo Uniwersytetu Jagiellońskiego, Kraków 2003.
- Wybór Europy: katolik wobec polityki w Unii Europejskiej, Wydawnictwo WAM, Kraków 2003.
- Porządki biurokratyczne, Księgarnia Akademicka, Kraków 2004.
- Administracja publiczna w modelu zarządzania wielopasmowego, Centrum Europejskie Natolin, Warszawa 2005.
- Dynamika systemu europejskiego, Wydawnictwo Uniwersytetu Jagiellońskiego 2008.
- Oburzeni, Biały Kruk, Kraków 2013.
- Kazania sejmowe (wprowadzenie), Biały Kruk, Kraków 2013.
- Wygaszanie Polski (współautor), Biały Kruk, Kraków 2015.
- Dialogi o naprawie Rzeczypospolitej, Biały Kruk, Kraków 2015.
- Polskość jest przywilejem (współautor), Biały Kruk, Kraków 2016.
- Utopia Europejska. Kryzys integracji i polska inicjatywa naprawy, Biały Kruk, 2017.
- Chluba i zguba. Antologia najnowszej publicystyki patriotycznej (współautor), Biały Kruk, Kraków 2020.